# Lac Grouse
Pour les articles homonymes, voir Grouse.
Le lac Grouse (en anglais : Grouse Lake) est un lac américain dans le comté de Madera, en Californie. Il est situé à 2 521 mètres d'altitude au sein de la Yosemite Wilderness, dans le parc national de Yosemite.